# 東洋大学附属牛久中学校・高等学校
東洋大学附属牛久中学校・高等学校（とうようだいがくふぞくうしくちゅうがっこう・こうとうがっこう）は、茨城県牛久市柏田町にある男女共学の私立中学校・高等学校。東洋大学の附属校である。略称は「東洋大牛久」（とうようだいうしく）。
スポーツは全国区の相撲部等が有名。野球場・テニスコート（砂入り人工芝7面）、県内初の400mタータントラックを擁する。

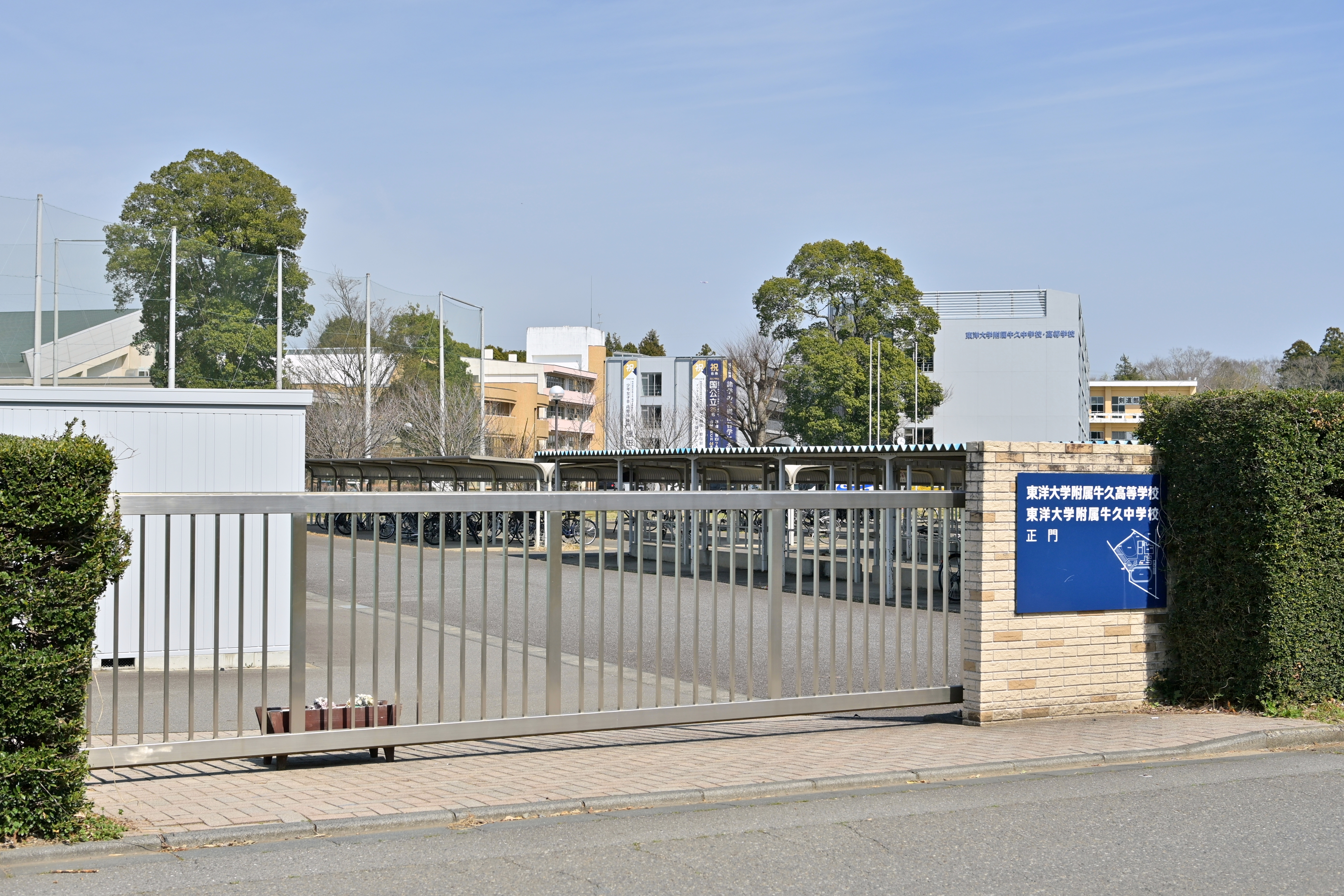
正門

## 沿革
- 1964年（昭和39年） - 旧・牛久町立岡田中学校の校地・校舎（現在地）に東洋大学附属牛久高等学校開校
- 2014年（平成26年）9月30日 - 茨城県私立学校審議会が東洋大学附属牛久中学校の設置認可を適当であると答申する[1]
- 2015年（平成27年）4月1日 - 東洋大学附属牛久中学校開校[2]

## 中高一貫制
2015年4月1日からは、中学校開校に伴い中高一貫教育を提供する。牛久市では初めての私立中学校になる。高等学校においては、中学校から入学した内部進学の生徒と高等学校から入学した外部進学の生徒との間では別々にクラスを編成する併設型中高一貫校になる。東洋大学附属牛久中学校・高等学校の中高一貫教育区分は、中1・中2の前期2年、中3・高1の中期2年、高2・高3の後期2年の「2-2-2」制である。中学校第2学年までに、中学校の学習内容の全課程を終え、中学校第3学年から、高等学校の授業内容に入る。

## 著名な出身者
- 青木祐樹（ラグビーユニオン選手、クボタスピアーズ所属）
- 金井元三（1968年3月卒、元プロ野球選手、サンケイ・ヤクルトに在籍、外野手）
- 菊地恭一（1973年3月卒、元プロ野球選手、大洋に在籍、外野手）
- 近藤広幸（実業家、デザイナー）
- 瀧澤修平（サッカー選手、テゲバジャーロ宮崎所属）
- 鶴岡昌宏（元アマチュア野球選手、外野手）
- 濱口和明（元サッカー選手、指導者、審判員、読売サッカークラブに在籍、フォワード）
- 野口啓代（フリークライマー、東京五輪スポーツクライミング銅メダリスト）

## 教員・関係者
- 大野久 - 教員（2000年 - 2013年）・硬式野球部監督（2003年 - 2013年）
- 田村晃祐 - 仏教学者・校長（1982年 - 1985年）
- 武哲山剛（栗本剛） - アマチュア横綱・大相撲力士・公民科教員・相撲部顧問（2005年 - 2013年）
- 遠藤隆二 - 校長・元東京都教育委員会、元都立高等学校校長、元鎌倉女子大学教授（2011年 - 2020年）
- 矢野和哉 - 硬式野球部コーチ（2016年 - 2018年）・監督（2018年 - 2022年）
- 山本浩之 - 陸上競技部監督（2021年 - ）
- 長堀肇 - 硬式野球部監督（2022年 - ）
- 久谷雉 - 国語科教員、詩人